# Campeonato de Segunda División 1909 (Argentina)
El Campeonato de Segunda División 1909 fue la décima primera temporada, de la llamada era amateur, de la Segunda División.
El certamen inició entre abril y mayo, y finalizó entre octubre y noviembre. Fue disputado por 37 participantes, de los cuales 13 fueron reservas de otros equipos de la misma categoría y de Primera División. Esta edición fue la última disputada por reservas de equipos de Primera División. También fue el torneo de segunda categoría con más participantes junto con la Primera Nacional 2022.
Al torneo se incorporaron San Martín, descendido de la Primera División; 6 equipos se incorporaron de la Tercera División, entre ellos se reincorporo Independiente, que había decidido competir por única vez en la tercera categoría; y otros 3 equipos se afiliaron.
El certamen consagró campeón al Club de Gimnasia y Esgrima por primera vez en su historia, tras vencer en la final al Club Atlético San Isidro por 2 a 1, y ascendió por primera vez a Primera División.

## Ascensos y descensos
| Pos | Ascendidos de la Segunda División 1908 |
| --- | -------------------------------------- |
| 1.º | River Plate                            |

| Pos  | Descendidos de la Primera División 1908 |
| ---- | --------------------------------------- |
| 10.º | San Martín                              |

### Incorporaciones y desafiliados
| Pos  | Incorporados de la Tercera División 1908 |
| ---- | ---------------------------------------- |
| Inc. | Angloargentino                           |
| Inc. | Banfield                                 |
| Inc. | Independiente                            |
| Inc. | Racing Club (II)                         |
| Inc. | Riachuelo                                |
| Inc. | San Fernando (II)                        |

| Incorporados a la Tercera División 1909 |
| --------------------------------------- |
| Instituto Americano (II)                |

| Pos  | Incorporados                 |
| ---- | ---------------------------- |
| Inc. | Banco de la Nación Argentina |
| Inc. | Belgrano (III)               |
| Inc. | Sportsman                    |

| Desafiliados     |
| ---------------- |
| Comercio         |
| Continental      |
| Continental (II) |
| General Urquiza  |
| Nacional         |
| Nacional (II)    |
| San Martín (II)  |

El número de participantes aumentó a 37.

## Sistema de disputa
Los 37 participantes fueron divididos en 4 secciones: 3 secciones de 9 equipos y 1 sección de 10 equipos. Cada sección se disputó bajo el sistema de todos contra todos a 2 ruedas. El mejor de cada sección avanzó a la Fase final. En caso de que un equipo obtenga la clasificación y sea la reserva de otro equipo del certamen, la plaza será ocupada por el equipo principal.
Fase final
Los 4 clasificados se enfrentaron entre sí a eliminación directa en cancha neutral. El ganador se consagró campeón y ascendió a Primera División. Los equipos de reserva de Primera División no podrán ascender en caso de ganar el campeonato.

## Equipos participantes
| Equipo                       | Ciudad          |
| ---------------------------- | --------------- |
| Alumni (II)                  | Buenos Aires    |
| Argentino de Quilmes (II)    | Quilmes         |
| Angloargentino               |                 |
| Atlanta                      | Buenos Aires    |
| Banco de la Nación Argentina | Buenos Aires    |
| Banfield                     | Lomas de Zamora |
| Belgrano Athletic (II)       | Buenos Aires    |
| Belgrano Athletic (III)      | Buenos Aires    |
| Bernal                       | Bernal          |
| Boca Juniors                 | Buenos Aires    |
| Estudiantes (II)             | Buenos Aires    |
| Estudiantes de La Plata      | La Plata        |
| Estudiantil Porteño          | Buenos Aires    |
| Estudiantil Porteño (II)     | Buenos Aires    |
| Ferro Carril Oeste           | Buenos Aires    |
| Gimnasia y Esgrima           | Buenos Aires    |
| Independiente                | Avellaneda      |
| Instituto Americano          | Adrogué         |
| Kimberley                    | Buenos Aires    |
| La Plata JC                  | La Plata        |
| Lomas (II)                   | Lomas de Zamora |
| Olivos                       | Olivos          |
| Porteño (II)                 | Buenos Aires    |
| Pretender                    | Buenos Aires    |
| Quilmes (II)                 | Quilmes         |
| Racing Club                  | Avellaneda      |
| Racing Club (II)             | Avellaneda      |
| Riachuelo                    | Buenos Aires    |
| River Plate (II)             | Buenos Aires    |
| Royal                        | Quilmes         |
| San Fernando                 | San Fernando    |
| San Fernando (II)            | San Fernando    |
| San Isidro (II)              | San Isidro      |
| San Martín                   | San Martín      |
| Sportsman                    |                 |
| Southern Rangers             | Temperley       |
| Villa Ballester              | Villa Ballester |

### Distribución geográfica de los equipos
| Región                 | Cant. | Equipos |
| ---------------------- | ----- | --- |
| Ciudad de Buenos Aires | 9     | Atlanta, Banco de la Nación Argentina, Boca Juniors, Estudiantil Porteño, Ferro Carril Oeste, Gimnasia y Esgrima, Kimberley, Pretender y Riachuelo |
| Conurbano bonaerense   | 11    | Banfield, Bernal, Independiente, Instituto Americano, Olivos, Racing, Royal, San Fernando, San Martín, Southern Rangers y Villa Ballester          |
| Ciudad de La Plata     | 2     | Estudiantes de La Plata y La Plata JC |

#### Reservas
| Región                 | Cant. | Equipos |
| ---------------------- | ----- | --- |
| Ciudad de Buenos Aires | 7     | Alumni (II), Belgrano (II), Belgrano (III), Estudiantes (II), Estudiantil Porteño (II), Nacional (II) y Porteño (II) |
| Conurbano bonaerense   | 6     | Argentino de Quilmes (II), Instituto Americano (II), Lomas (II), Quilmes (II), Racing Club (II) y San Isidro (II)    |

## Sección "A"

### Tabla de posiciones
| Pos. | Equipo                  | Pts.      | J         | G         | E         | P         | GF        | GC        | DG        |
| ---- | ----------------------- | --------- | --------- | --------- | --------- | --------- | --------- | --------- | --------- |
| 1°   | Gimnasia y Esgrima      | 30        | 16        | 15        | 1         | 0         | sd        | sd        | sd        |
| 2°   | Banfield                | 29        | 16        | 14        | 1         | 1         | sd        | sd        | sd        |
| —    | Belgrano (III)          | Sin datos | Sin datos | Sin datos | Sin datos | Sin datos | Sin datos | Sin datos | Sin datos |
| —    | Bernal                  | Sin datos | Sin datos | Sin datos | Sin datos | Sin datos | Sin datos | Sin datos | Sin datos |
| —    | Estudiantes de La Plata | Sin datos | Sin datos | Sin datos | Sin datos | Sin datos | Sin datos | Sin datos | Sin datos |
| —    | San Fernando (II)       | Sin datos | Sin datos | Sin datos | Sin datos | Sin datos | Sin datos | Sin datos | Sin datos |
| —    | San Martín              | Sin datos | Sin datos | Sin datos | Sin datos | Sin datos | Sin datos | Sin datos | Sin datos |
| —    | Southern Rangers        | Sin datos | Sin datos | Sin datos | Sin datos | Sin datos | Sin datos | Sin datos | Sin datos |
| —    | Sportsman               | Sin datos | Sin datos | Sin datos | Sin datos | Sin datos | Sin datos | Sin datos | Sin datos |

|  | Clasificado a la Fase final. |

### Resultados
| Fecha            | Local                   | Resultado | Visitante               |
| ---------------- | ----------------------- | --------- | ----------------------- |
| 9 de mayo        | Banfield                | —         | Southern Rangers        |
| 16 de mayo       | Bernal                  | 0 - 13    | Banfield                |
| 23 de mayo       | San Martín              | 0 - 9     | Banfield                |
| 30 de mayo       | Banfield                | —         | Belgrano (III)          |
| 6 de junio       | Estudiantes de La Plata | 1 - 2     | Banfield                |
| 27 de junio      | Banfield                | —         | Sportsman               |
| 18 de julio      | Belgrano (III)          | 1 - 5     | Banfield                |
| 28 de julio      | Southern Rangers        | 0 - 9     | Banfield                |
| 8 de agosto      | Banfield                | —         | Bernal                  |
| 15 de agosto     | Banfield                | 1 - 0     | San Fernando (II)       |
| 22 de agosto     | Sportsman               | —         | Banfield                |
| 29 de agosto     | Banfield                | 2 - 2     | Gimnasia y Esgrima      |
| 12 de septiembre | Banfield                | —         | San Martín              |
| 26 de septiembre | San Fernando (II)       | 0 - 5     | Banfield                |
| 10 de octubre    | Banfield                | 3 - 1     | Estudiantes de La Plata |
| 17 de octubre    | Banfield                | 2 - 4     | Gimnasia y Esgrima      |

## Sección "B"

### Tabla de posiciones
| Pos. | Equipo                    | Pts.      | J         | G         | E         | P         | GF        | GC        | DG        |
| ---- | ------------------------- | --------- | --------- | --------- | --------- | --------- | --------- | --------- | --------- |
| 1°   | Alumni (II)               | Sin datos | Sin datos | Sin datos | Sin datos | Sin datos | Sin datos | Sin datos | Sin datos |
| —    | Independiente             | 24        | 16        | 12        | 0         | 4         | sd        | sd        | sd        |
| —    | Argentino de Quilmes (II) | Sin datos | Sin datos | Sin datos | Sin datos | Sin datos | Sin datos | Sin datos | Sin datos |
| —    | Belgrano (II)             | Sin datos | Sin datos | Sin datos | Sin datos | Sin datos | Sin datos | Sin datos | Sin datos |
| —    | Estudiantes (II)          | Sin datos | Sin datos | Sin datos | Sin datos | Sin datos | Sin datos | Sin datos | Sin datos |
| —    | Estudiantil Porteño (II)  | Sin datos | Sin datos | Sin datos | Sin datos | Sin datos | Sin datos | Sin datos | Sin datos |
| —    | Lomas (II)                | Sin datos | Sin datos | Sin datos | Sin datos | Sin datos | Sin datos | Sin datos | Sin datos |
| —    | Racing Club (II)          | Sin datos | Sin datos | Sin datos | Sin datos | Sin datos | Sin datos | Sin datos | Sin datos |
| —    | Riachuelo                 | Sin datos | Sin datos | Sin datos | Sin datos | Sin datos | Sin datos | Sin datos | Sin datos |

|  | Clasificado a la Fase final. |

### Resultados
| Fecha     | Local         | Resultado | Visitante                |
| --------- | ------------- | --------- | ------------------------ |
| 9 de mayo | Independiente | 3 - 0     | Estudiantil Porteño (II) |

## Sección "C"

### Tabla de posiciones
| Pos. | Equipo             | Pts.      | J         | G         | E         | P         | GF        | GC        | DG        |
| ---- | ------------------ | --------- | --------- | --------- | --------- | --------- | --------- | --------- | --------- |
| 1°   | Racing Club        | 29        | 16        | 14        | 1         | 1         | sd        | sd        | sd        |
| 2°   | Ferro Carril Oeste | 26        | 16        | 12        | 3         | 1         | 23        | 6         | 17        |
| 3°   | Boca Juniors       | 24        | 16        | 10        | 4         | 2         |           |           |           |
| —    | Kimberley          | Sin datos | Sin datos | Sin datos | Sin datos | Sin datos | Sin datos | Sin datos | Sin datos |
| —    | Pretender          | Sin datos | Sin datos | Sin datos | Sin datos | Sin datos | Sin datos | Sin datos | Sin datos |
| —    | Quilmes (II)       | Sin datos | Sin datos | Sin datos | Sin datos | Sin datos | Sin datos | Sin datos | Sin datos |
| —    | River Plate (II)   | Sin datos | Sin datos | Sin datos | Sin datos | Sin datos | Sin datos | Sin datos | Sin datos |
| —    | Royal              | Sin datos | Sin datos | Sin datos | Sin datos | Sin datos | Sin datos | Sin datos | Sin datos |
| 9°   | Angloargentino     | Sin datos | Sin datos | Sin datos | Sin datos | Sin datos | Sin datos | Sin datos | Sin datos |

|  | Clasificado a la Fase final. |

### Resultados
| Fecha     | Local              | Resultado | Visitante          |
| --------- | ------------------ | --------- | ------------------ |
| Sin datos | Angloargentino     | —         | Kimberley          |
| Sin datos | Ferro Carril Oeste | —         | River Plate (II)   |
| Sin datos | Kimberley          | —         | Angloargentino     |
| Sin datos | River Plate (II)   | —         | Ferro Carril Oeste |

## Sección "D"
| Pos. | Equipo                       | Pts.      | J         | G         | E         | P         | GF        | GC        | DG        |
| ---- | ---------------------------- | --------- | --------- | --------- | --------- | --------- | --------- | --------- | --------- |
| 1°   | San Isidro (II)              | Sin datos | Sin datos | Sin datos | Sin datos | Sin datos | Sin datos | Sin datos | Sin datos |
| —    | Atlanta                      | Sin datos | Sin datos | Sin datos | Sin datos | Sin datos | Sin datos | Sin datos | Sin datos |
| —    | Banco de la Nación Argentina | Sin datos | Sin datos | Sin datos | Sin datos | Sin datos | Sin datos | Sin datos | Sin datos |
| —    | Estudiantil Porteño          | Sin datos | Sin datos | Sin datos | Sin datos | Sin datos | Sin datos | Sin datos | Sin datos |
| —    | Instituto Americano          | Sin datos | Sin datos | Sin datos | Sin datos | Sin datos | Sin datos | Sin datos | Sin datos |
| —    | La Plata JC                  | Sin datos | Sin datos | Sin datos | Sin datos | Sin datos | Sin datos | Sin datos | Sin datos |
| —    | Olivos                       | Sin datos | Sin datos | Sin datos | Sin datos | Sin datos | Sin datos | Sin datos | Sin datos |
| —    | Porteño (II)                 | Sin datos | Sin datos | Sin datos | Sin datos | Sin datos | Sin datos | Sin datos | Sin datos |
| —    | San Fernando                 | Sin datos | Sin datos | Sin datos | Sin datos | Sin datos | Sin datos | Sin datos | Sin datos |
| —    | Villa Ballester              | Sin datos | Sin datos | Sin datos | Sin datos | Sin datos | Sin datos | Sin datos | Sin datos |

|  | Clasificado a la Fase final. |

## Fase final
|  | Semifinales | Semifinales        | Semifinales        |                    |                 | Final           | Final | Final |  |
|  |             |                    |                    |                    |                 |                 |       |       |  |
|  |             |                    |                    |                    |                 |                 |       |       |  |
|  | D           | San Isidro (II)    | 2                  |                    |                 |                 |       |       |  |
|  | D           | San Isidro (II)    | 2                  |                    |                 |                 |       |       |  |
|  | B           | Alumni (II)        | 1                  |                    |                 |                 |       |       |  |
|  | B           | Alumni (II)        | 1                  |                    | San Isidro (II) | San Isidro (II) | 1     |       |  |
|  |             |                    |                    |                    | San Isidro (II) | San Isidro (II) | 1     |       |  |
|  |             |                    | Gimnasia y Esgrima | Gimnasia y Esgrima | 2               |                 |       |       |  |
|  | C           | Racing Club        | Gimnasia y Esgrima | Gimnasia y Esgrima | 2               | 1               |       |       |  |
|  | C           | Racing Club        |                    |                    |                 | 1               |       |       |  |
|  | A           | Gimnasia y Esgrima | 4                  |                    |                 |                 |       |       |  |
|  | A           | Gimnasia y Esgrima | 4                  |                    |                 |                 |       |       |  |
|  |             |                    |                    |                    |                 |                 |       |       |  |